# 藤岡比左志
藤岡 比左志（ふじおか ひさし、1957年 - ）は、日本の実業家、編集者。株式会社ダイヤモンド・ビッグ社元代表取締役社長、一般財団法人地域活性機構理事。

## 人物・経歴
1957年、東京都生まれ。立教大学法学部卒業後、ダイヤモンド社入社。
書籍編集、雑誌編集者を経て、ベンチャー企業家を組織するダイヤモンド経営者倶楽部担当編集長に就任する。マネー誌「ダイヤモンド・ザイ」創刊編集長、金融情報局長、経営企画本部長等を歴任。
2002年ダイヤモンド社取締役。2008年より2016年まで海外旅行ガイドブック「地球の歩き方」発行元であったダイヤモンド・ビッグ社代表取締役社長を務めた。
現在は出版社をはじめ、さまざまな業種の企業顧問や教育系ベンチャー企業の社外役員などに加え、大阪府貝塚市政策アドバイザー、日本旅行作家協会理事を務める。